# Microrregión de Anicuns
La microrregión de Anicuns es una de las  microrregiones del estado brasileño de Goiás perteneciente a la mesorregión  Centro Goiano. Su población fue estimada en 2006 por el IBGE en 104.214 habitantes y está dividida en trece municipios. Posee un área total de 5.464,612 km². Siendo el municipio más poblado São Luís de Montes Belos.

## Municipios
- Adelândia
- Americano do Brasil
- Anicuns
- Aurilândia
- Avelinópolis
- Buriti de Goiás
- Firminópolis
- Mossâmedes
- Nazário
- Sanclerlândia
- Santa Bárbara de Goiás
- São Luís de Montes Belos
- Turvânia

- Datos: Q1303968